# Uvea (kungadöme)

ʻUveas flagga.

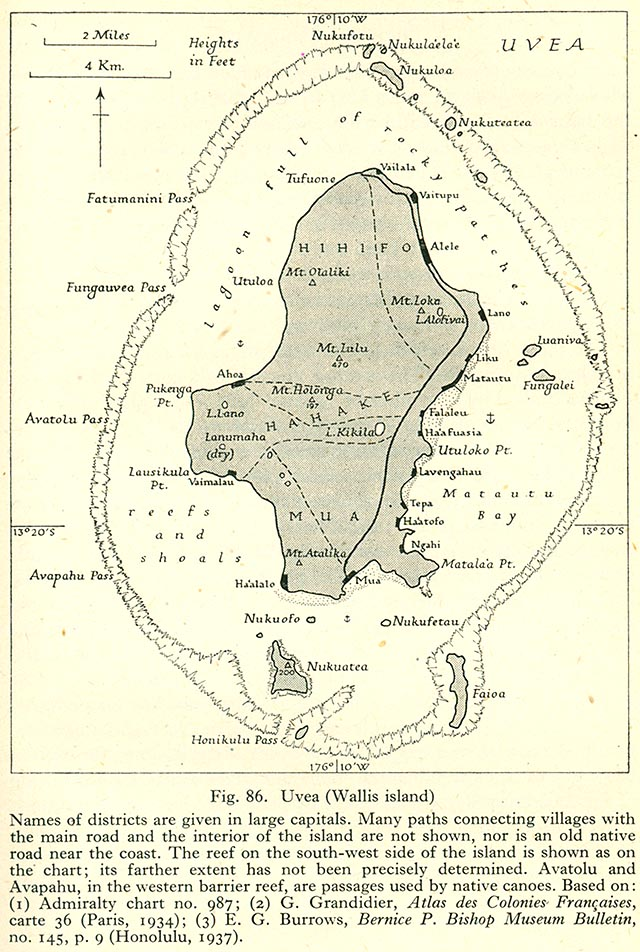
Karta over ʻUvea.

ʻUvea (polynesiska: ʻUvea; franska: Royaume coutumiers de Uvea) är ett av de tre kungadömen (Royaume coutumiers) i Wallis- och Futunaöarna i Stilla havet.

## Geografi
Kungadömet täcker hela Uveaön (Wallisön).
Området har en yta på cirka 96 km² och cirka 10 000 invånare. Huvudort är Mata-Utu med cirka 1 300 invånare. 
Övriga orter är:
- i Hihifodistriktet: huvudort Vaitupu och övriga större orterna Alele, Malae, Tufuone och Vailala
- i Hahakedistriktet: huvudort Mata-Utu och övriga större orterna Ahoa, Akaaka, Falaleu, Haafuasia och Liku
- i Mu'adistriktet: huvudort Mala'efo'ou och övriga större orterna Gahi, Halalo, Haatofo, Kolopopo, Lavegahau, Teesi, Tepa, Utufua och Vaimalau.

Högsta höjden är den utslocknade vulkanen Mont Loka med cirka 130 meter över havet.

## Historia
ʻUvea beboddes troligen av polynesier redan på 1400-talet f.Kr. och var då del i det Tonganska imperiet. De två arkeologiska områden Talietumu och Tonga Toto är efterlämningar från denna period.
Kungadömet ʻUvea grundades redan på 1400-talet och monarken kallas Tuʻi ʻUvea (kung). 
Den 5 april 1887 blev ön ett franskt protektorat efter att ʻUveas monark Amelia Tokagahahau Aliki undertecknade avtalet. Monarken kvarstår som lokala ledare än idag.
Den 5 mars 1888 skapades protektoratet Wallis et Futuna.